# Frans Möller

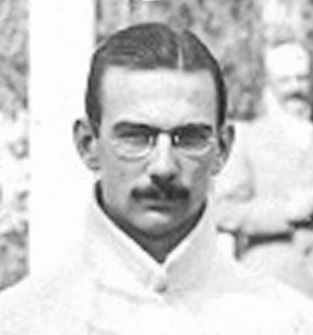
Frans Möller

Frans Julius Möller (* 19. Mai 1886 in Stockholm; † 10. Dezember 1954 ebenda) war ein schwedischer Tennisspieler.

## Biografie
Möller war wie fast alle schwedischen Tennisspieler, die zu der Zeit an Olympia teilnahmen, Mitglied des Kungliga Lawn Tennis Klubben. Er nahm 1912 am Tenniswettbewerb der Olympischen Sommerspiele in Stockholm teil und spielte in vier von sechs Konkurrenzen. Im Hallen-Einzel unterlag er zum Auftakt George Caridia. Im Mixed ereilte ihn an der Seite von Ebba Hay dasselbe Schicksal. Auch auf Freiplatz verlor er im Einzel sowie im Doppel jeweils sein erstes Match und blieb dadurch während des gesamten Turniers sieglos.
Neben Olympia spielte Möller zwischen 1908 und 1913 auch andere Turniere. Bei den Stockholm Championships konnte er 1911 das Finale und ein Jahr später das Halbfinale erreichen. 1913 stand er zudem im Viertelfinale der Tennis-Hallenweltmeisterschaften.